# Yosvani Goicochea
Yosvani Lima Goicochea – kubański zapaśnik walczący w stylu klasycznym. Srebrny medalista mistrzostw panamerykańskich w 2008 roku.